# 하마구치 오사치
하마구치 오사치(일본어: 濱口 雄幸, 1870년 5월 1일 ~ 1931년 8월 26일)는 일본 제국의 정치인이자 제27대 내각총리대신이다.
1895년 도쿄제국대학을 졸업 후 입헌민정당 총재가 되어 1929년 7월에 일본의 총리가 되는데 성공하나, 그가 총리에 오른 때에는 미국에서 경제 대공황이 시작된 시기로 일본에도 큰 위기가 닥친 때였다.
경제대공황의 영향으로 불경기가 시작된 일본에서는 829개나 되는 기업이 무너지고, 실업자가 속출했으며, 주식이 폭락하여 투자자가 자살하는 등의 큰 경제 위기가 닥쳤다. 일자리 구하기도 어려워져서, 요리사 조수를 선발하는데 수십 명이 몰릴정도였다고 한다.
그는 인플레이션을 극복하기 위해 노력했으나, 그의 만주 침략 반대를 못마땅하게 여기던 우파 장교들은 불만을 품었다. 1930년 11월 도쿄역에서 우파 청년 사고야 도메오(佐郷屋留雄)의 총에 맞아 부상을 입은 후, 1년 뒤 사망하였다.

## 같이 보기
- 하마구치 내각
- 만주사변

| 전임 (창당) | 제1대 입헌민정당 총재 1927년 6월 1일 ~ 1931년 4월 13일 | 후임 와카쓰키 레이지로 |

| 전임 다나카 기이치 | 제27대 일본 총리 1929년 7월 2일 ~ 1931년 4월 14일 | 후임 와카쓰키 레이지로 |